# Erwachsenenschutzrecht
Als Erwachsenenschutzrecht wird die Summe der gesetzlichen Regelungen bezeichnet, die neben dem Haager Minderjährigenschutzabkommen sowohl die Personen- und Vermögenssorge als auch die gleichberechtigte Teilhabe von volljährigen Menschen mit Behinderung betreffen.
Bei internationalen (grenzüberschreitenden) Sachverhalten regelt das Haager Übereinkommen über den internationalen Schutz von Erwachsenen (ESÜ) die notwendige Zusammenarbeit zwischen den Behörden der Vertragsstaaten wie die Zuständigkeit und das von der zuständigen Behörde anwendbare nationale Recht sowie die Anerkennung und Vollstreckung der Schutzmaßnahmen in den jeweils beteiligten Vertragsstaaten (Art. 1 ESÜ).
Im Übereinkommen über die Rechte von Menschen mit Behinderungen haben sich die Vertragsstaaten verpflichtet, den vollen und gleichberechtigten Genuss aller Menschenrechte und Grundfreiheiten durch alle Menschen mit Behinderungen zu gewährleisten und dazu auf nationaler Ebene geeignete Gesetzgebungs-, Verwaltungs- und sonstige Maßnahmen zu treffen.
Innerstaatliche Regelungen im deutschsprachigen Raum sind insbesondere
- in Deutschland das Gesetz zur Ausführung des Haager Übereinkommens vom 13. Januar 2000 über den internationalen Schutz von Erwachsenen vom 17. März 2007[4], das Neunte Buch Sozialgesetzbuch (seit 1. Juli 2001), das Behindertengleichstellungsgesetz (seit 1. Mai 2002) und das Allgemeine Gleichbehandlungsgesetz (seit 18. August 2006).[5] Das materielle Betreuungsrecht wurde bereits zum 1. Januar 1992 mit dem Betreuungsgesetz reformiert;[6]
- in Österreich das Erwachsenenschutzrecht (ab 1. Juli 2018)[7][8]
- in der Schweiz das Beistandschaftsrecht (seit 1. Januar 2013).[9][10]